# Valj
Válj je geometrijsko telo.

## Krožni valj
Beseda valj običajno označuje pokončni krožni valj - to je telo, ki je omejeno z dvema osnovnima ploskvama in plaščem. Osnovni ploskvi sta skladna in vzporedna kroga. Plašč je kriva ploskev, ki povezuje oboda obeh krogov. Če plašč razgrnemo v ravnino, dobimo pravokotnik. Pokončni krožni valj je rotacijsko simetričen glede na premico, ki jo imenujemo os valja.
Spodnja slika predstavlja mrežo (pokončnega krožnega) valja:
Presek valja z ravnino, ki vsebuje os, imenujemo osni presek. Osni presek (pokončnega krožnega) valja je pravokotnik. Valj, ki ima za osni presek kvadrat, imenujemo enakostranični valj.
Poševni krožni valj ima za osnovno ploskev krog, vendar pa ni rotacijsko simetričen (zgornja osnovna ploskev ne leži točno nad spodnjo).

## Posplošeni valj
Posplošeni valj ima namesto krožne osnovne ploskve kak drug lik - npr. osnovno ploskev eliptične oblike.

## Formule
Prostornina poljubnega valja:
{\displaystyle V={\mathcal {O}}v}
Površina poljubnega valja:
{\displaystyle P=2{\mathcal {O}}+pl}
Prostornina pokončnega krožnega valja:
{\displaystyle V=\pi r^{2}v\!\,}
Površina pokončnega krožnega valja:
{\displaystyle P=2\pi r^{2}+2\pi rv\!\,}
Razlaga:
O = ploščina osnovne ploskve
pl = površina plašča
r = polmer osnovne ploskve
v = višina valja (včasih tudi h)